# Дробашенко, Сергей Владимирович
Сергей Владимирович Дробашенко (23 октября 1921, село Узкое Знаменского района Орловской области — 24 октября 2012, Москва) — советский и российский киновед, сценарист, педагог.

## Биография
Родился в 1921 году в селе Узкое Знаменского района Орловской области. В октябре 1939 года был призван в РККА. Участник Великой Отечественной войны. В звании старшего лейтенанта служил радистом в штабе партизанского движения Северо-Западного фронта. В марте 1943 года демобилизован.
В 1948 году окончил сценарный факультет Всесоюзного государственного института кинематографии (мастерская Валентина Туркина), в 1951 году — аспирантуру Института истории искусств, защитив диссертацию на соискание учёной степени кандидата искусствоведения по теме «Русский советский художественный фильм в 1930—1934 годах».
Работал заместителем начальника особого сектора (сектора просмотров) Министерства кинематографии СССР. В мае 1950 года уволен, после того как выяснилось, что «отец его до Октябрьской Социалистической революции имел 200 гектаров земли. Мать происходит из дворян, в период немецкой оккупации, работая врачом, занималась пособнической деятельностью».
В 1953—1958 годах работал заведующим редакцией теории и истории кино и главным редактором издательства «Искусство», с 1954 года — научный сотрудник, а с 1969 года — заведующий сектором истории кино Института истории искусств АН СССР. С 1974 по 1988 год — заместитель директора Всесоюзного научно-исследовательского института киноискусства. В 1980 году защитил диссертацию на соискание учёной степени доктора искусствоведения по теме «Проблемы теории документального кино».
С 1968 по 2000 год преподавал на факультете журналистики Московского государственного университета. Читал курсы «История мирового кино», «История документального кино». Профессор кафедры телевидения и радиовещания. С 1988 по 2012 год преподавал во Всероссийском государственном институте кинематографии. Профессор кафедры киноведения.
Выступал в печати по вопросам теории и истории кино с 1956 года. Автор книг «Экран и жизнь. О художественном образе в документальном фильме» (1962), «Кинорежиссёр Йорис Ивенс» (1964), ряда исследований по истории документального кино, опубликованных в различных сборниках, и многочисленных статей в журналах. Составитель книги «Дзига Вертов. Статьи, дневники, замыслы» (1966). Под его редакцией издан сборник «Правда кино и „киноправда“. По страницам зарубежной прессы» (1967). Сценарист ряда документальных и научно-популярных фильмов. По его сценарию снят документальный фильм «Мир без игры» (1966), посвященный творчеству Д. Вертова.

## Награды
- Медаль «За оборону Ленинграда»
- Медаль «Партизану Отечественной войны» I степени
- Орден Отечественной войны II степени